# آيت بوأولى
آيت بوأولى هي جماعة قروية في دائرة ولتانة التابعة لإقليم أزيلال في المملكة المغربية. يتبع آيت بوأولى 5 مشيخات و41 دوار، وبلغ عدد سكانها 11095 نسمة حسب الإحصاء العام للسكان والسكنى لسنة 2014.

## التقسيمات الإداريّة
تعتبر آيت بوأولى إحدى الجماعات القروية المشكّلة لدائرة ولتانة، وهو التقسيم الإداري من المستوى الخامس المعتمد في المغرب. تنقسم دائرة ولتانة إلى 6 جماعات قروية تختلف من حيث السكان والمساحة، والتي بدورها تنقسم إلى مشيخات تضم عدداً من الدواوير.